# Thomas-Müntzer-Straße (Weimar)

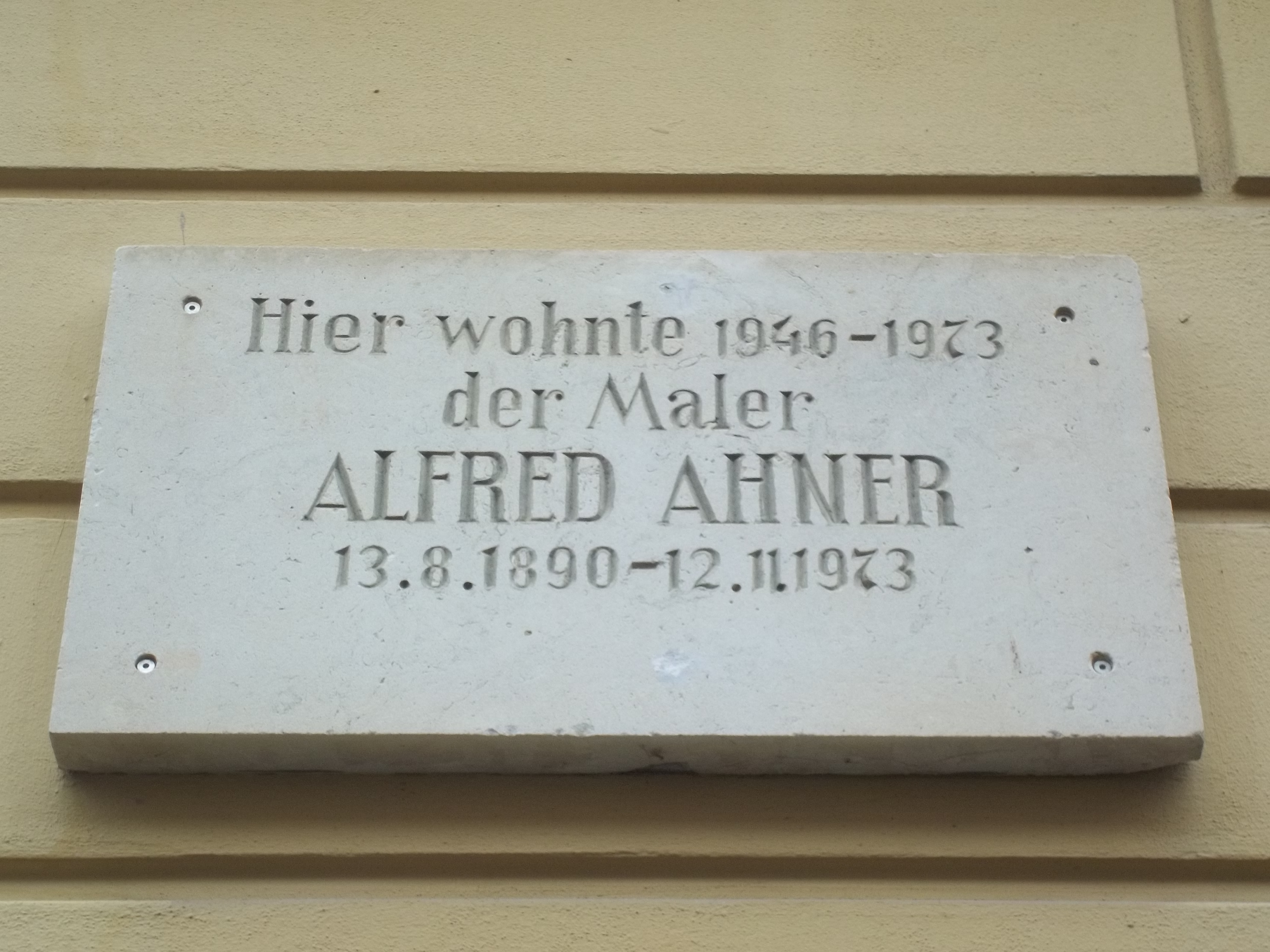
Gedenktafel für Alfred Ahner

Die nach dem Reformator Thomas Müntzer benannte Thomas-Müntzer-Straße ist in Weimar eine Anliegerstraße in der Westvorstadt. Sie verläuft parallel zur Trierer Straße. Sie beginnt an der Henßstraße und endet an der Schwabestraße. Sie hieß einmal Wörthstraße. Sie wurde ab etwa 1880 angelegt. 1946 bekam sie den Namen Thomas-Müntzer-Straße.
In der Thomas-Müntzer-Straße 22 wohnte der Maler Alfred Ahner. Eine Gedenktafel wurde 1985 angebracht. Weitere in der Straße in Wohnungen mit Künstlerateliers lebende Künstler waren Paul Burghardt und Otto Paetz. In der Nummer 31 wohnte der Kulturpolitiker Aimé Charles Vincent von Palézieux-Falconnet. Zeitweilig hatte die Schwester von Friedrich Nietzsche, Elisabeth Förster-Nietzsche, das Nietzsche-Archiv in die damalige Wörthstraße 5 verlegt.
Der gesamte Straßenzug steht auf der Liste der Kulturdenkmale in Weimar (Sachgesamtheiten und Ensembles). Zahlreiche Wohnhäuser im Neorenaissance-Stil der Gründerzeit beziehungsweise des Jugendstils stehen zudem auf der Liste der Kulturdenkmale in Weimar (Einzeldenkmale). 
Seit 1946 heißt die Straße Thomas-Müntzer-Straße.